# Detroit 1-8-7
Detroit 1-8-7 (2010-2011) – amerykański serial kryminalny stworzony przez Jasona Richmana. Wyprodukowany przez Remainder Men, Mandeville Television i ABC Studios.
Premiera serialu miała miejsce w Stanach Zjednoczonych 21 września 2010 roku na amerykańskim kanale ABC. Po raz ostatni serial został wyemitowany 20 marca 2011 roku.
Dnia 13 maja 2011 roku, stacja ABC ogłosiła, że serial Detroit 1-8-7 został anulowany.

## Opis fabuły
Serial opowiada o losach detektywa Louisa Fitcha (Michael Imperioli), któremu przydzielono żółtodzioba Damona Washingtona (Jon Michael Hill). Wraz z pozostałymi członkami wydziału zabójstw walczą z przestępczością na ulicach Detroit.

## Obsada
- Michael Imperioli jako detektyw Louis Fitch
- Natalie Martinez jako detektyw Ariana Sanchez
- Jon Michael Hill jako detektyw Damon Washington
- James McDaniel jako sierżant Jesse Longford
- Aisha Hinds jako porucznik Maureen Mason
- D.J. Cotrona jako detektyw John Stone
- Shaun Majumder jako detektyw Vikram Mahajan
- Erin Cummings jako doktor Abbey Ward

i inni

## Spis odcinków
| Światowa premiera | N/o | Angielski tytuł                                |
| ----------------- | --- | ---------------------------------------------- |
|                   |     |                                                |
| SERIA PIERWSZA    |     |                                                |
|                   |     |                                                |
| 21.09.2010        | 01  | Pilot                                          |
|                   |     |                                                |
| 28.09.2010        | 02  | Local Hero / Overboard                         |
|                   |     |                                                |
| 05.10.2010        | 03  | Nobody's Home / Unknown Soldier                |
|                   |     |                                                |
| 12.10.2010        | 04  | Royal Bubbles / Needle Drop                    |
|                   |     |                                                |
| 19.10.2010        | 05  | Murder in Greektown / High School Confidential |
|                   |     |                                                |
| 26.10.2010        | 06  | Lost Child / Murder 101                        |
|                   |     |                                                |
| 09.11.2010        | 07  | Broken Engagement / Trashman                   |
|                   |     |                                                |
| 16.11.2010        | 08  | Déjà Vu / All In                               |
|                   |     |                                                |
| 30.11.2010        | 09  | Home Invasion / Drive-By                       |
|                   |     |                                                |
| 07.12.2010        | 10  | Shelter                                        |
|                   |     |                                                |
| 04.01.2011        | 11  | Ice Man / Malibu                               |
|                   |     |                                                |
| 11.01.2011        | 12  | Key to the City                                |
|                   |     |                                                |
| 01.02.2011        | 13  | Road to Nowhere                                |
|                   |     |                                                |
| 08.02.2011        | 14  | Beaten / Cover Letter                          |
|                   |     |                                                |
| 15.02.2011        | 15  | Legacy / Drag City                             |
|                   |     |                                                |
| 08.03.2011        | 16  | Stone Cold                                     |
|                   |     |                                                |
| 15.03.2011        | 17  | Motor City Blues                               |
|                   |     |                                                |
| 20.03.2011        | 18  | Blackout                                       |
|                   |     |                                                |